# Tetas y dragones (episodio de South Park)
«Tetas y Dragones» es el noveno episodio de la decimoséptima temporada de la serie animada South Park, y el episodio Nº 246 en general, escrito y dirigido por el cocreador de la serie Trey Parker. El episodio se estrenó en Comedy Central el 4 de diciembre de 2013 en Estados Unidos, es la tercera y última parte del arco narrativo que se inició con el episodio «Black Friday» seguido de «A Song of Ass and Fire» donde los chicos de South Park vestidos de medievales (basados en la serie de televisión Game of Thrones) siguen luchando por obtener las Xbox One y PlayStation 4 en grupos divididos, y Randy como nuevo capitán de seguridad en el centro comercial deberá afrontar contra miles de compradores en el día del Black Friday, mientras que George Martin mostrará la trama de los dragones.

## Trama
Cartman se había convertido en una princesa y luchará para que las PlayStation 4 sea el ganador en la batalla de consolas. En el edificio de Sony, el presidente de la compañía se entera de que los buques de Microsoft intentan bloquear el paso del buque de Sony con cargamento de unidades PS4, luego Kenny va al punto a detener el bloqueo de los buques de Microsoft, los chicos del grupo de Xbox supieron del tema mostrándose preocupados entre todos los del grupo, Kyle no le quedaba otra alternativa que rendirse y que todos los seguidores del Xbox se unieran al grupo del PS4, Cartman menciona que la única forma de entrar al centro comercial para eludir a los demás compradores es entrar por el lado de "Red Robin" (restaurante en los Estados Unidos), Stan no confía en ellos porque la idea de Kyle es que Stan y su tropa se quedaran encerrados en el Red Robin para que en el momento del Black Friday la tropa del Xbox consiguieran sus consolas, finalmente Stan acepta que los Xboxers se unan a su bando y conseguir las PS4 (sin saber que era dicha trampa). Kenny recibe la invitación de Eric para que regrese, así que tuvo que abandonar la sede de Sony y regresar con sus amigos.
En el jardín de Andros, Kenny se reúne con Stan y sugirió que Butters y Scott Malkinson sean los que primeros ingresen al centro comercial ya que mientras ellos luchan con los compradores, Stan y Kenny puedan ingresar libremente para obtener las PS4, luego el anciano propietario del jardín menciona a los chicos que Stan está siendo engañado por Eric ya que descubrió que usarán el Red Robin para encerrar a los miembros de la tropa PlayStation y que los miembros de la tropa Xbox pudieran conseguir fácilmente sus consolas, entonces Stan pregunta a Eric si Kyle tuviera algo que ver en el plan, pero se reveló que la idea original fue de Kyle, Stan se marcha del jardín, mientras que Eric se molestó con el anciano residente, amenazando con dejar residuos fecales en todo el jardín, ya que él fue la persona clave en descifrar la verdad del plan. 
El local "Red Robin" fue alquilado para una ceremonia de bodas donde se encuentra Eric y los demás chicos de ambas tropas, llega Kyle enterándose de que Stan ya sabía del plan, y luego se dirige a la casa de Stan para disculparse, como Stan ha sido castigado porque ha dejado desechos fecales en el jardín del anciano (en realidad la culpabilidad fue de Kenny McCormick), sólo podía hablar entre la puerta de su habitación, y mencionó que Kyle hizo eso porque piensa que la Xbox es mejor para todos, mientras que Stan comentó que se siente traicionado de la poca amistad que le quedaba, Kyle pensaba que Stan jugaba sucio por el hecho de que su papá trabaja como guardia en el centro comercial para ayudar a conseguir las PS4, Stan reveló que no sabía que su padre trabajaba allá, así que Stan decidió que nunca más jugará con Kyle a los videojuegos.
Las horas pasaban y miles de compradores esperando a que aperturen el centro comercial, Randy informó a sus compañeros guardias que varios de sus compañeros han cobrado vida y prometió que no habrá más guardias heridos, George Martin llegó al punto para cortar la cinta y dar paso a la gran multitud de compradores, pero antes compartirá unos poemas relacionados con su pene, mientras eso, todos los chicos se encuentran reunidos en Red Robin, en especial la tropa del PS4 donde Cartman espera el momento que George corte la cinta, al instante, llega Kyle con un cambio de plan, mencionando a Eric que ya no será parte de la tropa Xbox porque desea conseguir una PS4 para Stan, un método para disculparse después de lo que hizo, pero de repente llegan Bill Gates y el presidente de Sony al sitio como parte de las traiciones entre Kyle y Cartman, y fue Stan quien los trajo a los representantes de cada compañía para poner fin a la situación, Stan dejó bien en claro a todos los presentes que la guerra no fue lo que ellos se esperaban y responsabilizó a las dos compañías por una estrategia de marketing, ya que buscaban gente de manera desesperada para poder promocionar sus productos, los chicos no les importaban sus amistades, y concluyó diciéndoles a los jefes de cada compañía que si quieren guerra, que se peleen entre ellos mismos.
Mientras tanto en el centro comercial, George Martin todavía no lograba cortar la cinta y siguió dando recital de su pene, un comprador impaciente se hartó de escuchar los poemas de George y termina cortándole el pene y a la vez cortó la cinta roja, lo que permite a los miles de compradores ingresar a los locales y reñirse entre ellos conduciendo a la muerte masiva. De vuelta al Red Robin, en la pelea de ejecutivos, Bill Gates resultó ser el ganador tras noquear a su rival con varios golpes en la cabeza contra el piso, de esta manera, la Xbox One salió victorioso, luego los chicos recorren el centro comercial y observan los cadáveres de las personas y varios lugares teñidos de sangre después de una gran confrontación, y finalmente llegan a un local de videojuegos para adquirir las Xbox One. 
El reportero de canal 9 noticias informa que las Xbox tienen alto índice de ventas y se ha convertido en la mejor consola de última generación, y destacó la labor de todo el equipo de la estación televisiva, al finalizar, En la casa de Stan, Cartman y sus amigos disfrutan de los videojuegos de la Xbox en un televisor gigante que Randy había adquirido durante el Black Friday, segundos después, Cartman deja de jugar y se sintió apenado por la mala imagen de Bill Gates que golpeó salvajemente al presidente de Sony, y explica que jugar al Game of Thrones en las últimas semanas se ha llenado con tanto drama, la acción y el romance, y empezaron a confiar en Microsoft y Sony cuando debieron jugar con cosas simples para divertirse, entonces Eric sugiere a los demás chicos que se aparten de los videojuegos y comenzar a jugar al aire libre, todos aceptaron dicha sugerencia. El episodio termina con un promocional del juego South Park: The Stick of Truth que pronto estará disponible en las tiendas.

## Recepción
Max Nicholson de IGN calificó al episodio un 9.0/10 considerando la mejor puntuación, y destacó que el capítulo final de la trilogía del Black Friday, fue realmente impresionante, con mucha acción y dramatismo entre los compradores, y también mucha risa, además destacó a los creadores Matt Stone y Trey Parker que tienen suficiente intelecto para seguir produciendo episodios con varios fragmentos.
Marcus Gilmer de "The AV Club" calificó un A- destacando la boda en el Red Robin, y mencionó "La capacidad del programa para inyectar un poco de alma es uno de los mejores trucos de los escritores que la han tirado fuera con regularidad durante todo el programa. Debajo de todas las bromas de mal gusto y el humor insignificante, no hay corazón legítimo de que se las arregla para ser auténtico y consciente de sí mismo sin tener que perderse en la sensiblera".